# روابط ترکیه و فیلیپین
روابط فیلیپین و ترکیه (انگلیسی: Philippines–Turkey relations) روابط دوجانبه بین جمهوری فیلیپین و جمهوری ترکیه است. فیلیپین در آنکارا سفارت دارد و ترکیه در مانیل سفارت دارد.

## تاریخ
مردم ترکیه (ترک‌های آناتولی) و فیلیپینی‌ها حتی قبل از تأسیس کشورهای مدرن ترکیه و فیلیپین روابط داشتند. در زمان عثمانی مردم فیلیپین از لوزون (جزیره) توسط ترک‌ها استخدام می‌شدند.